# Myoleja lucida
Myoleja lucida är en tvåvingeart som först beskrevs av Fallen 1826.  Myoleja lucida ingår i släktet Myoleja och familjen borrflugor. Arten är reproducerande i Sverige. Inga underarter finns listade i Catalogue of Life.